# العلاقات الفلبينية السيشلية
العلاقات الفلبينية السيشلية هي العلاقات الثنائية التي تجمع بين الفلبين وسيشل.

## مقارنة بين البلدين
هذه مقارنة عامة ومرجعية للدولتين:
| وجه المقارنة                                              | الفلبين                       | سيشل                                                |
| --------------------------------------------------------- | ----------------------------- | --------------------------------------------------- |
| المساحة (كم2)                                             | 343.45 ألف                    | 459                                                 |
| عدد السكان (نسمة)                                         | 104.92 مليون                  | 95.84 ألف                                           |
| الكثافة السكانية (ن./كم²)                                 | 305.49                        | 20.88 ألف                                           |
| العاصمة                                                   | مانيلا                        | فيكتوريا                                            |
| اللغة الرسمية                                             | اللغة الفلبينية، لغة إنجليزية | لغة فرنسية، لغة إنجليزية، اللغة الكريولية السيشيلية |
| العملة                                                    | بيسو فلبيني                   | روبية سيشلية                                        |
| الناتج المحلي الإجمالي (بليون دولار)                      | 313.60 مليار                  | 1.49 مليار                                          |
| الناتج المحلي الإجمالي (تعادل القوة الشرائية) بليون دولار | 743.90 مليار                  | 2.54 مليار                                          |
| الناتج المحلي الإجمالي الاسمي للفرد دولار أمريكي          | 2.90 ألف                      | 15.48 ألف                                           |
| الناتج المحلي الإجمالي للفرد دولار أمريكي                 | 7.39 ألف                      | 26.42 ألف                                           |
| مؤشر التنمية البشرية                                      | 0.668                         | 0.772                                               |
| رمز المكالمات الدولي                                      | +63                           | +248                                                |
| رمز الإنترنت                                              | .ph                           | .sc                                                 |
| المنطقة الزمنية                                           | توقيت الفلبين                 | ت ع م+04:00                                         |

## منظمات دولية مشتركة
يشترك البلدان في عضوية مجموعة من المنظمات الدولية، منها:
| علم المنظمة | اسم المنظمة                               | تاريخ انضمام الفلبين | تاريخ انضمام سيشل |
| ----------- | ----------------------------------------- | -------------------- | ----------------- |
|             | يونسكو                                    | 21 نوفمبر 1946       | 18 أكتوبر 1976    |
|             | وكالة ضمان الاستثمار متعدد الأطراف        | 8 فبراير 1994        | 15 سبتمبر 1992    |
|             | الأمم المتحدة                             | 24 أكتوبر 1945       | 21 سبتمبر 1976    |
|             | الفريق المعني برصد الأرض                  | ?                    | ?                 |
|             | الاتحاد البريدي العالمي                   | ?                    | ?                 |
|             | البنك الدولي للإنشاء والتعمير             | 27 ديسمبر 1945       | 29 سبتمبر 1980    |
|             | الاتحاد الدولي للاتصالات                  | 25 مايو 1912         | 17 سبتمبر 1999    |
|             | منظمة حظر الأسلحة الكيميائية              | ?                    | 29 أبريل 1997     |
|             | مؤسسة التمويل الدولية                     | 12 أغسطس 1957        | 11 يونيو 1981     |
|             | المركز الدولي لتسوية المنازعات الاستشارية | 17 ديسمبر 1978       | 19 أبريل 1978     |
|             | منظمة الشرطة الجنائية الدولية             | ?                    | 1 سبتمبر 1977     |

## وصلات خارجية
- موقع وزارة الخارجية الفلبينية
- موقع وزارة الخارجية السيشلية